# Kayu Kebek
Kayu Kebek is een bestuurslaag in het regentschap Pasuruan van de provincie Oost-Java, Indonesië. Kayu Kebek telt 3646 inwoners (volkstelling 2010).